# Plaga Zombie
Série
Plaga zombie: Zona mutante
(2001)
Pour plus de détails, voir Fiche technique et Distribution.
Plaga Zombie est un film argentin réalisé par Pablo Parés et Hernán Sáez, sorti en 1997.

## Fiche technique
- Titre : Plaga Zombie
- Réalisation : Pablo Parés et Hernán Sáez
- Scénario : Berta Muñiz, Pablo Parés et Hernán Sáez
- Production : Berta Muñiz, Pablo Parés, Hernán Sáez
- Musique : Pablo Vostrouski
- Photographie : Pablo Parés et Hernán Sáez
- Montage : Pablo Parés et Hernán Sáez
- Pays d'origine : Argentine
- Format : Couleurs
- Genre : Comédie horrifique
- Date de sortie : 1997

## Distribution
- Berta Muñiz : John West
- Pablo Parés : Bill Johnson
- Hernán Sáez : Max Giggs
- Walter Cornás : Mike Taylor
- Paulo Soria : Zombie, FBI, Punk, etc.
- Gabriel Grieco : Richard Gecko
- Diego Parés : Willie Boxer
- Martín Lepera : Albert el pizzero
- Esteban Podetti : James Dana

## Autour du film
- Le tournage s'est réalisé sur une quinzaine de mois essentiellement les week-ends et jours fériés. Le budget a été d'environ 600 dollars[1].
- Une suite a été tournée : Plaga zombie: Zona mutante